# Język lenakel
Język lenakel, także: tanna, netvaar – język austronezyjski z grupy języków oceanicznych, używany przez mieszkańców wyspy Tanna, należącej do państwa Vanuatu. Według danych z 2001 r. posługuje się nim 12 tys. osób. Ma największą liczbę użytkowników spośród rdzennych języków tego obszaru geograficznego.
Tworzy złożoną sieć dialektów (istnieje do 10 odmian dialektalnych tego języka). Serwis Ethnologue wyróżnia następujące: loanatit, nerauya, itonga, ikyoo.
Badaniem tego języka zajmował się John Lynch, autor opisu fonologii (1974), słownika (1977) i opisu gramatyki (1978). Jest zapisywany alfabetem łacińskim.